# Bo Persson (Tischtennisspieler)
Bo Persson (* 1. Januar 1948 in Hörby) ist ein schwedischer Tischtennisspieler. In den 1960er- und 1970er-Jahren wurde er mit der schwedischen Mannschaft viermal Europameister und einmal Weltmeister.

## Werdegang
Den ersten internationalen Erfolg erzielte der Linkshänder Bo Persson bei der Junioren-Europameisterschaft 1965 in Prag, bei der er im Mixed mit Eva Johansson den Titel gewann. Bei den Erwachsenen war er vorwiegend in Teamwettbewerben erfolgreich. Von 1968 bis 1974 nahm er an allen vier Europameisterschaften teil und holte dabei jedes Mal Gold mit der Mannschaft. Sechsmal wurde er für Weltmeisterschaften nominiert. Auch hier gewann er ausschließlich mit der Mannschaft Medaillen, nämlich 1973 Gold sowie 1967 und 1975 Bronze.
Bei nationalen schwedischen Meisterschaften holte er drei Titel im Doppel (1969 und 1971 mit Hans Alsér, 1973 mit Ingemar Wikström), 1975 den Titel im Mixed mit Birgitta Olsson sowie fünf Titel mit den Mannschaften Sölvesborgs BTK (1967), Boo KFUM (1973) und Falkenbergs BTK (1979, 1980, 1981).
Später wurde er Trainer.

## Turnierergebnisse
| Verband | Veranstaltung                         | Jahr | Ort       | Land | Einzel     | Doppel        | Mixed         | Team |
| ------- | ------------------------------------- | ---- | --------- | ---- | ---------- | ------------- | ------------- | ---- |
| SWE     | Europameisterschaft                   | 1974 | Novi Sad  | YUG  |            |               |               | 1    |
| SWE     | Europameisterschaft                   | 1972 | Rotterdam | NED  |            |               | Viertelfinale | 1    |
| SWE     | Europameisterschaft                   | 1970 | Moskau    | URS  |            | Viertelfinale |               | 1    |
| SWE     | Europameisterschaft                   | 1968 | Lyon      | FRA  |            |               |               | 1    |
| SWE     | Jugend-Europameisterschaft (Junioren) | 1965 | Prag      | TCH  |            |               | 1             |      |
| SWE     | Nordic Meisterschaften                | 1967 | Helsinki  | FIN  | 1          | 2             | 1             | 1    |
| SWE     | Weltmeisterschaft                     | 1975 | Calcutta  | IND  | letzte 128 | letzte 16     | keine Teiln.  | 3    |
| SWE     | Weltmeisterschaft                     | 1973 | Sarajevo  | YUG  | letzte 128 | letzte 64     | letzte 64     | 1    |
| SWE     | Weltmeisterschaft                     | 1971 | Nagoya    | JPN  | letzte 32  | letzte 32     | letzte 32     | 4    |
| SWE     | Weltmeisterschaft                     | 1969 | München   | FRG  | letzte 128 | letzte 16     | letzte 64     | 5    |
| SWE     | Weltmeisterschaft                     | 1967 | Stockholm | SWE  | letzte 64  | letzte 32     | letzte 64     | 3    |
| SWE     | Weltmeisterschaft                     | 1965 | Ljubljana | YUG  | Qual.      | letzte 64     | keine Teiln.  |      |